# Андер, Альфред
Юхан Альфред Андерссон Андер (швед. Johan Alfred Andersson Ander; 27 ноября 1873 года — 23 ноября 1910 года) — шведский убийца, последний казнённый в Швеции преступник, а также единственный человек в истории Швеции, казнённый при помощи гильотины.

## Биография

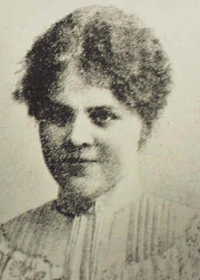
Виктория Хелльстен — жертва Андера

Родился в приходе Юстерё. Проходил военную службу в полку береговой артиллерии в Ваксхольме. Закончив службу, он женился и работал официантом. Скопив денег, Андер открыл свой отель, однако его бизнес шёл плохо. Возможно, причиной этого было злоупотребление спиртным, а также плохие отношения с женой. В 1900 году Андер был арестован за серию мелких преступлений, но сбежал из-под стражи. К тому времени он уже имел три судимости за кражи.
Андер пытался найти путь к решению своих финансовых проблем и в течение нескольких недель наблюдал за обменной конторой Йерелля на Мальмторгсгатен 3 в Стокгольме. 5 января 1910 года он осуществил ограбление конторы и при этом столь сильно избил кассира Викторию Хелльстен, что та от полученных побоев скончалась. Андерсу удалось унести 6 тыс. шведских крон и энное количество иностранной валюты.
Персонал отеля «Temperance», расположенного рядом с обменным пунктом, сообщил в полицию, что один из постояльцев странно себя ведёт, и высказал опасения из-за того, что тот покинул отель с пакетом продолговатой формы. Этим постояльцем был Альфред Андер. В его номере был найден большой чемодан, в котором обнаружились вещи, связанные с убийством. Среди прочего там находился окровавленный кошелёк кассира и большая часть похищенных денег со следами крови.
Полиция опросила рабочих на паромах архипелага, и они опознали Андера и сообщили, куда он направился. Вскоре Андер был арестован в доме своего отца близ Ваксхольма. В ходе ареста был найден и продолговатый пакет, который видел персонал отеля. Там находилось предполагаемое орудие убийства — стальной безмен.

### Суд и казнь
На суде Андер заявлял, что получил деньги от иностранца (его имени он не назвал), с которым встретился, когда остановился в отеле в Стокгольме. Своей вины он так и не признал. Его приговорили к смертной казни. Андер не стал обращаться к королю с просьбой о помиловании (тем не менее с этой просьбой к монарху обратился отец Андера). Король Густав V отказался помиловать преступника, и Андер стал первым за долгие годы преступником, казнённым в Швеции. Приговор был приведён в исполнение 23 ноября 1910 года в тюрьме Лонгхольмен в Стокгольме. Казнь была осуществлена при помощи гильотины, привезённой ранее из Франции. Это было единственным случаем использования гильотины в Швеции.
Андер в ходе казни держался спокойно и приветствовал команду палачей возгласом «Доброе утро, господа!». Он хотел произнести последнее слово, но палач неожиданно отказал ему в этом и приказал лечь на скамейку гильотины, что Андер и выполнил без какого-либо сопротивления. Механизм был приведён в действие. Это была первая казнь в Швеции за десятилетие и последняя в этой стране вообще.